# زیل-آبگ
زیل-آبگ (انگلیسی: Ziehl-Abegg) شرکت خودروسازی آلمانی است، که درسال ۱۹۱۰ تأسیس شد.